# Pterolophia ovata
Pterolophia ovata là một loài bọ cánh cứng trong họ Cerambycidae.